# Playden
Playden är en ort och civil parish i Storbritannien.   Den ligger i grevskapet East Sussex och riksdelen England, i den sydöstra delen av landet, 90 km sydost om huvudstaden London. Playden ligger 24 meter över havet och antalet invånare är 327.
Terrängen runt Playden är platt, och sluttar österut. Runt Playden är det ganska tätbefolkat, med 166 invånare per kvadratkilometer. Närmaste större samhälle är Hastings, 17,4 km sydväst om Playden. Trakten runt Playden består till största delen av jordbruksmark.